# Ánydros
Ánydros (grec moderne : Άνυδρος, « Sans-Eau »), ou Anydre en français, aussi connue sous le nom d’Amorgopoúla (Αμοργοπούλα), est une île du dème d'Amorgós, en Grèce, situé  dans le district régional de Naxos dans la périphérie d'Égée-Méridionale. L'île appartient à l'archipel des Cyclades.